# Listă de filme: Q
| Listă de filme                                          | Listă de filme | Listă de filme | Listă de filme | Listă de filme | Listă de filme | Listă de filme |
| ------------------------------------------------------- | -------------- | -------------- | -------------- | -------------- | -------------- | -------------- |
| #                                                       | A              | B              | C              | D              | E              | F              |
| G                                                       | H              | I              | J · K          | L              | M              | N · O          |
| P                                                       | Q · R          | S · Ș          | T · Ț          | U · V          | W · X          | Y · Z          |
| Această infocasetă: vizualizare • discuție • modificare |                |                |                |                |                |                |

- Q (1982)
- Q Planes (1939)
- Q&A (1990)
- Qasam (1993)
- Qayamat Se Qayamat Tak (1998)
- Qayamat: City Under Threat (2003)
- Qerq (2007)
- Qeysar (1969)
- Qortimet e vjeshtës (1982)
- Quackser Fortune Has a Cousin in the Bronx (1970)
- Quad God (2000)
- Quadrophenia (1979)
- Quai des Orfèvres (1947)
- Quality of Life (2004)
- Quality Time (2008)
- Quantum Apocalypse (2010)
- Quantum Hoops (2007)
- Quantum Theory (2014)
- Quantum of Solace (2008)
- Quarantine (2008)
- The Quarrel (1991)
- Quartet (1948)
- Quasi at the Quackadero (1975)
- Quatermass 2 (1957)
- Quatermass and the Pit (1967)
- The Quatermass Xperiment (1955)
- Quebec: (1951 & 2007)
- The Queen (2006)
- Queen of the Amazons (1947)
- Queen Bee (1955)
- Queen of Blood (1966)
- Queen of Cactus Cove (2005)
- Queen Christina (1933)
- Queen Crab (2013)
- Queen of the Damned (2002)
- Queen High (1930)
- The Queen and I (2008)
- Queen Kelly (1929)
- Queen Kong (1976)
- Queen Margot (1994)
- Queen of Media (2008)
- Queen of the Mountain (2005)
- Queen of the Night (2001)
- The Queen of the Night (1994)
- Queen of the Night Clubs (1929)
- Queen of Outer Space (1958)
- Queen to Play (2009)
- The Queen of Sheba's Pearls (2004)
- The Queen of Spades: (1916 & 1960 & 1982)
- Queen of Sports (1934)
- The Queen of Versailles (2012)
- The Queens of Comedy (2001)
- Queens of Langkasuka (2008)
- Queens Logic (1991)
- Queer Boys and Girls on the Bullet Train (2004)
- Queer Boys and Girls on the Shinkansen (2004)
- Queer China (2008)
- Quel maledetto treno blindato (1977)
- Quemar las Naves (2007)
- Querelle (1982)
- Quest (2006)
- The Quest: (1986 & 1996)
- Quest for Camelot (1998)
- Quest of the Delta Knights (1993)
- Quest for Fire (1981)
- A Question of Silence (1982)
- A Question of Taste (2000)
- Quick Change (1990)
- The Quick and the Dead (1995)
- Quick Gun Murugun (2009)
- Quick Millions (1931)
- Quick Pick (2006)
- The Quick and the Undead (2006)
- Quicksand: (1950), 2002 & 2003)
- Quicksilver (1986)
- Quicksilver Highway (1997)
- Quid Pro Quo (2008)
- The Quiet (2005)
- The Quiet American : (1958 & 2002)
- Quiet City (2007)
- Quiet Days in Hollywood (1997)
- The Quiet Duel (1949)
- The Quiet Earth (1985)
- The Quiet Family (1998)
- A Quiet Little Marriage (2008)
- The Quiet Man (1952)
- Quiet Night In (2005)
- The Quiet Room (1996)
- Quigley Down Under (1990)
- Quill (2004)
- The Quiller Memorandum (1966)
- Quills (2000)
- Quinceañera (2006)
- Quintet (1979)
- Quints (2000) (TV)
- Quitting (2001)
- Quiz Show (1994)
- Quo Vadis: (1951 & 2001)

| Listă de filme                                          | Listă de filme | Listă de filme | Listă de filme | Listă de filme | Listă de filme | Listă de filme |
| ------------------------------------------------------- | -------------- | -------------- | -------------- | -------------- | -------------- | -------------- |
| #                                                       | A              | B              | C              | D              | E              | F              |
| G                                                       | H              | I              | J · K          | L              | M              | N · O          |
| P                                                       | Q · R          | S · Ș          | T · Ț          | U · V          | W · X          | Y · Z          |
| Această infocasetă: vizualizare • discuție • modificare |                |                |                |                |                |                |